# Chiesa di Santa Maria di Provenzano

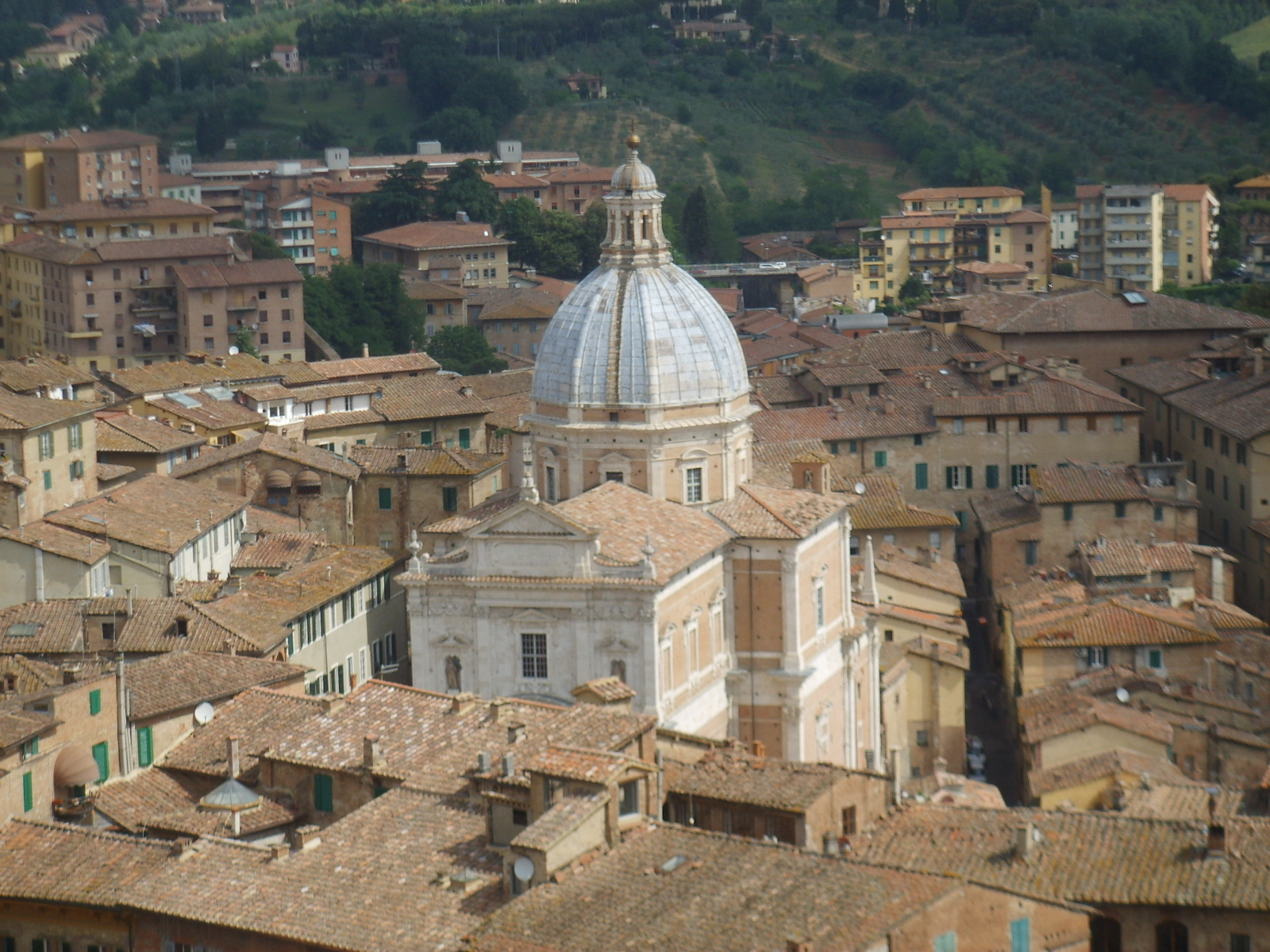
La Collegiata vista dalla Torre del Mangia

L'Insigne Collegiata di Santa Maria in Provenzano è un edificio di culto cattolico romano della città di Siena. La chiesa è intitolata al mistero della Visitazione della Beata Vergine Maria a santa Elisabetta ed è il santuario nel quale si conserva l'immagine della Madonna di Provenzano, venerata sotto il titolo di Advocata nostra e in onore della quale ogni anno, il 2 luglio, si corre il celebre Palio.

## Storia
In stile manierista, è uno dei primi edifici costruiti a Siena all'indomani del Concilio di Trento. L'impianto liturgico e architettonico rispecchiano infatti i moduli richiesti dalla Controriforma.
Sorge nel rione chiamato Provenzano, l'area cioè dove sorgevano le case anticamente appartenenti alla famiglia del celebre condottiero militare senese del secolo XIII Provenzano Salvani, citato da Dante Alighieri nella Divina Commedia (Purg. XI, 121-142).
La leggenda che si è tramandata narra che sul muro esterno di una delle case del rione fosse collocata un'immagine in terracotta smaltata raffigurante il tema della Pietà, voluta secondo la tradizione popolare da santa Caterina da Siena.
Nel 1552 accadde che un archibugiere spagnolo, forse per una bravata, esplose un colpo di arma da fuoco contro l'immagine sacra, lasciando integro il busto della Madonna, ma distruggendone però le braccia e il resto dell'immagine. La scultura divenne subito un simbolo: fu oggetto di grande venerazione da parte del popolo, inizialmente in riparazione al gesto sacrilego e in seguito perché alla Madonna vennero attribuiti diversi miracoli, riconosciuti nel 1594, chiamato proprio l'"anno dei miracoli". Proprio in quella data, grazie all'approvazione di papa Clemente VIII e delle Magistrature civiche senesi, si decise di costruire un nuovo grande santuario, all'interno del quale si potesse custodire la sacra immagine: i lavori di costruzione iniziarono il 24 ottobre 1595, quando vennero murate le fondazioni.
Ferdinando I de' Medici, granduca di Toscana, affidò il progetto a Damiano Schifardini, senese, monaco alla certosa di Firenze, che coordinò inizialmente i lavori, realizzando il disegno dell'edificio. Ma, vista anche la lontananza di Schifardini, fu l'architetto Flaminio Del Turco ad occuparsi immediatamente dei lavori, assistito anche dal rampollo della Casa granducale don Giovanni de' Medici per la realizzazione della cupola. La chiesa fu dedicata con sacro rito e aperta al culto il 16 ottobre 1611 dall'arcivescovo di Siena Camillo Borghesi. Il 23 ottobre successivo, con una solenne processione che attraversò tutte le vie di Siena, venne traslata all'interno del santuario la venerata immagine della Madonna di Provenzano. Al nuovo tempio era stato affidato il titolo della Visitazione della Beata Vergine Maria a S. Elisabetta.
Nel 1614, con decreto del granduca Cosimo II, venne istituita l'Opera di Santa Maria in Provenzano, presieduta da un rettore laico, con il compito di amministrare i beni del santuario e provvedere alle necessità di culto.
La grande devozione alla Madonna di Provenzano fece del santuario il vero e proprio cuore della fede cittadina. Nel 1634 papa Urbano VIII concesse al santuario il titolo di "Insigne Collegiata", officiata da un capitolo di canonici, presieduto da un proposto; in tutto il territorio dell'arcidiocesi senese il capitolo di Provenzano doveva essere secondo in dignità solo al capitolo della Cattedrale Metropolitana. Il 1º novembre 1681 il simulacro della Madonna fu impreziosito da una corona a foggia "imperiale", donata dal cardinale senese Flavio Chigi, nipote di papa Alessandro VII, che incoronò l'immagine per conto del Capitolo della Basilica di San Pietro in Vaticano.
Oggi l'Insigne Collegiata di Santa Maria in Provenzano, oltre a rimanere importante santuario mariano cittadino, è sede anche dell'omonima parrocchia, eretta nel 1988 dall'arcivescovo Mario Ismaele Castellano in seguito alla soppressione delle tre antiche parrocchie di San Pietro a Ovile, San Cristoforo e San Donato in San Michele all'Abbadia.

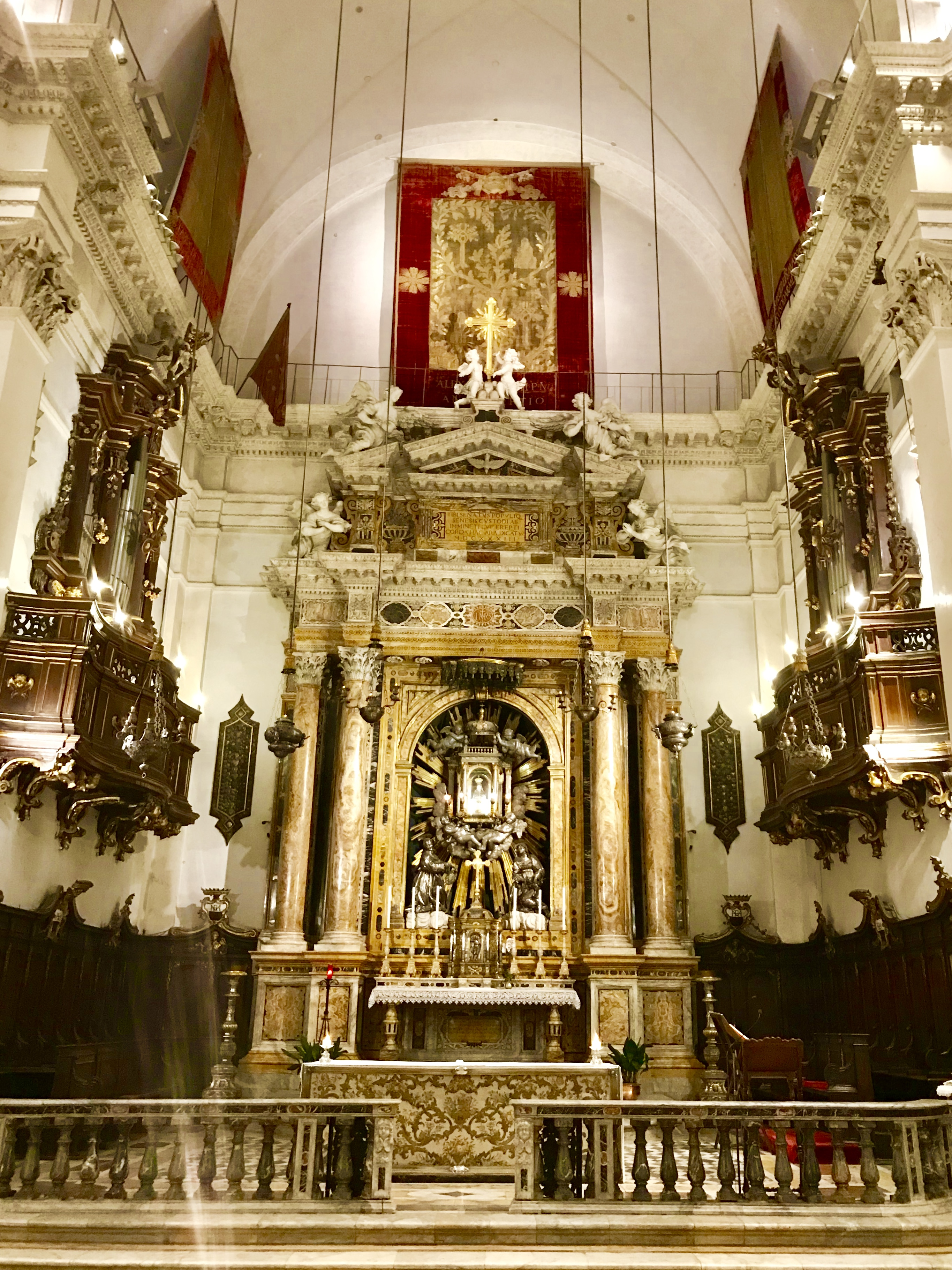
L'altare maggiore, opera di Flaminio del Turco, che conserva l'immagine della Madonna di Provenzano.

## Descrizione

### Architettura
L'edificio ha pianta a croce latina, unica navata con cupola ottagonale con tamburo all'incrocio del transetto, e facciata in travertino tripartita da lesene, divisa in due piani da un cornicione molto sporgente e culminante in un timpano centrale e due volute laterali. Al centro, il portale è sormontato da un timpano arcuato e da una finestra rettangolare, mentre ai lati si aprono quattro nicchie con le statue dei santi Ansano, Vittore, Caterina e Bernardino. L'impianto architettonico risponde in tutto ai criteri del manierismo cinquecentesco romano, immediatamente successivi al Concilio di Trento, che aveva dettato precise norme in merito alla costruzione delle chiese e alla disposizione degli arredi sacri.

### Opere d'arte

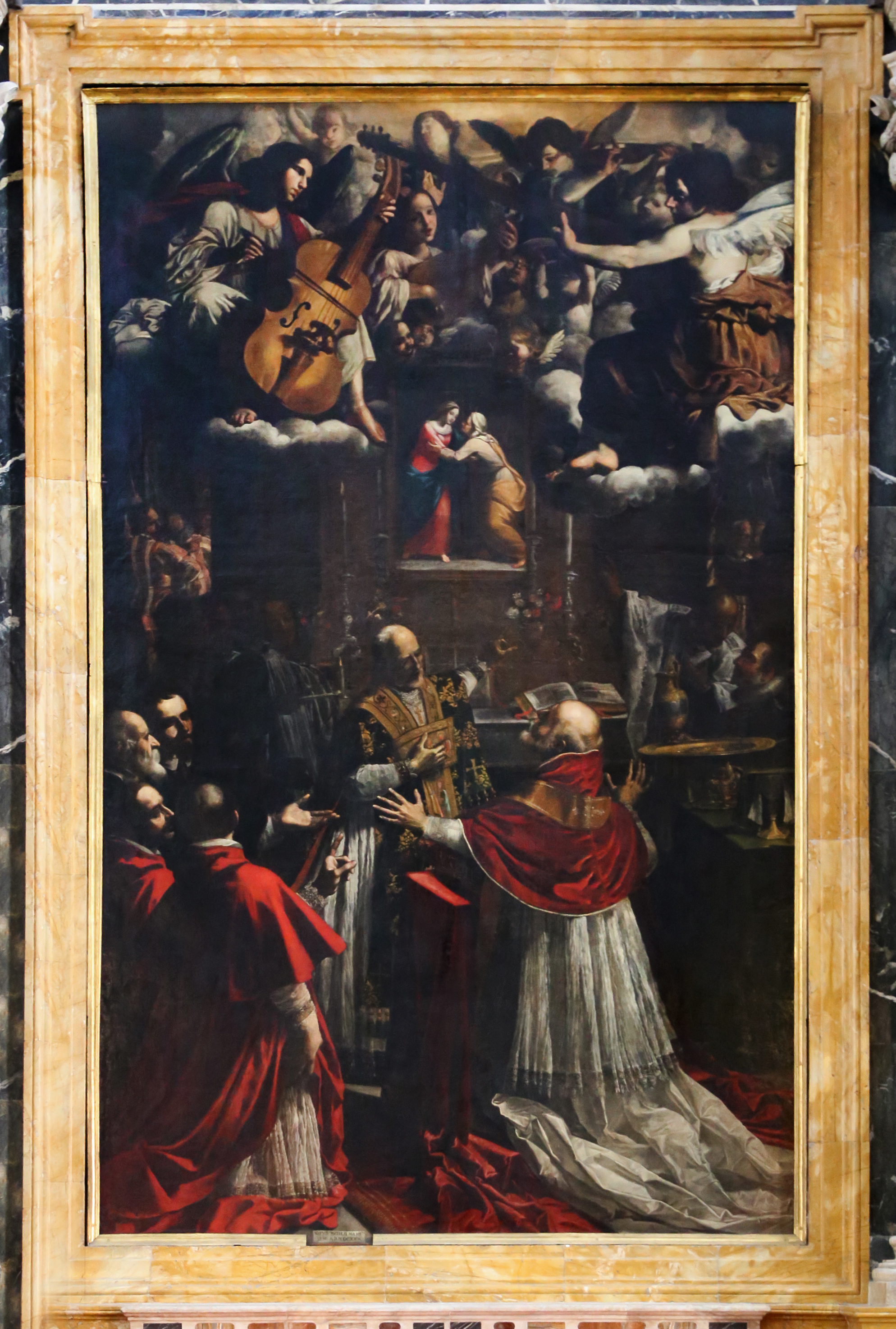
Tela di Rutilio Manetti (altare Piccolomini)

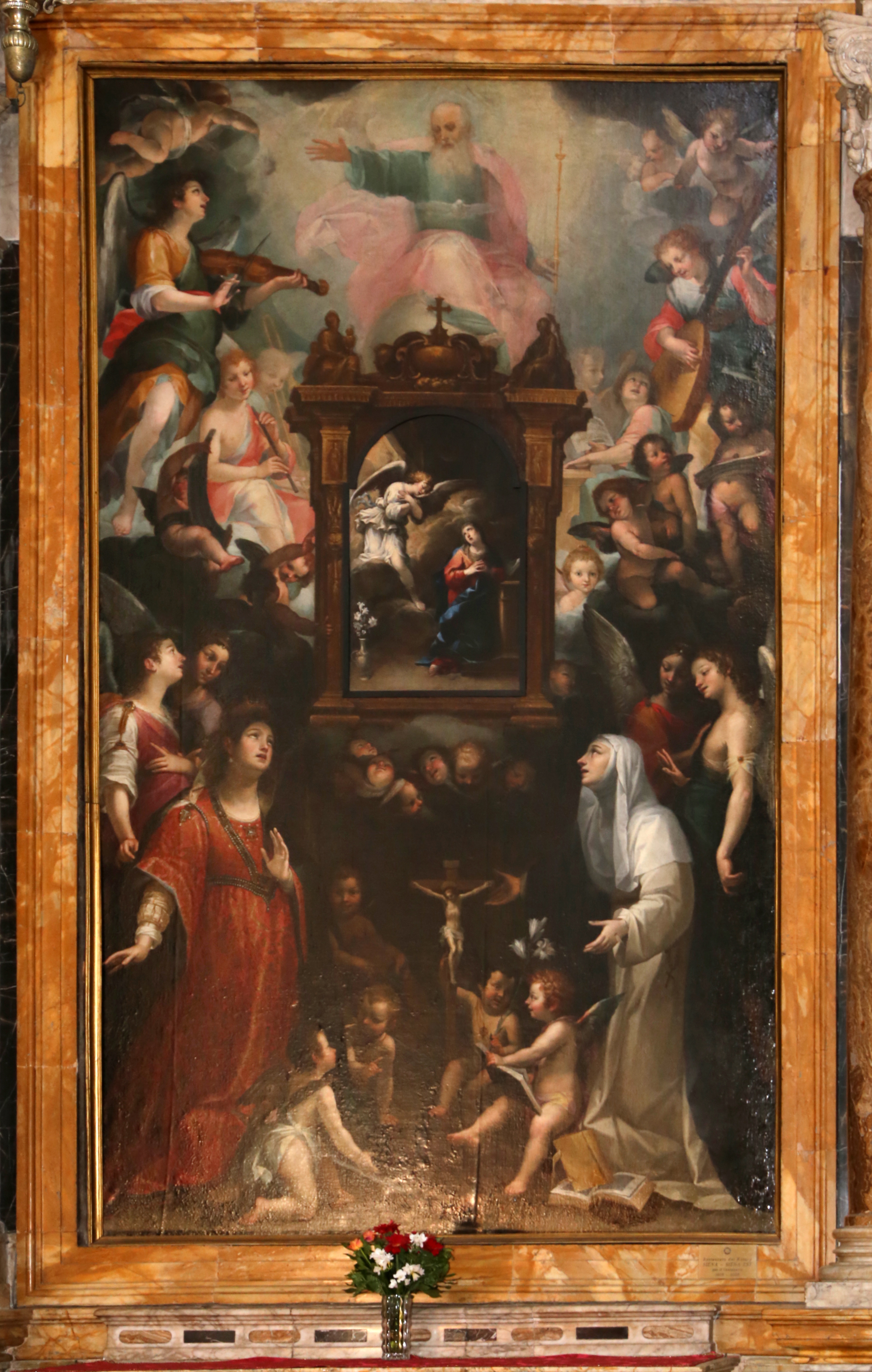
Tela del Rustichino (altare Venturi)

All'interno sono conservate numerose opere d'arte. Tre dei quattro altari laterali espongono sulla dorsale dipinti di notevole valore.
Il primo altare di destra contiene la tela di Rutilio Manetti rappresentante la Messa di san Cerbone, che riporta un episodio celebre della vita del santo vescovo di Populonia (oggi diocesi di Massa Marittima - Piombino) vissuto nel secolo VI. Il vescovo Cerbone era stato accusato di eresia, e per questo motivo era stato convocato a Roma da papa Vigilio; il pontefice volle assistere alla messa celebrata dal santo e poté contemplare i cori angelici che apparvero al momento della consacrazione del pane e del vino, tanto da scagionare Cerbone da ogni accusa di eterodossia. L'altare e la tela furono commissionati dal vescovo di Massa Marittima Fabio Piccolomini poco oltre il 1630, in onore del santo patrono della sua diocesi.
Nel primo altare di sinistra si contempla invece la Visione di santa Caterina del martirio di san Lorenzo di Dionisio Montorselli  collocato in Collegiata nel 1685 ma precedentemente realizzato per la chiesa senese di San Lorenzo, oggi non più esistente. L'altare fu commissionato da Ippolito Borghese, vescovo di Montalcino.
Il secondo altare laterale di destra, sul fondo del transetto, conserva una tela raffigurante Santa Caterina da Siena e Santa Caterina d'Alessandria di Francesco Rustici, detto il Rustichino, con al centro, incastonato nella grande tela, il dipinto dell'Annunciazione di Giandomenico Manenti. L'altare era di pertinenza della famiglia Venturi e patronato dell'Ordine di Malta.
Il secondo altare di sinistra (altare Petrucci), sul fondo del transetto sinistro, conserva un monumentale crocifisso ligneo del XIX secolo, accompagnato dalle statue dei tre dolenti, e un artistico tabernacolo in legno e marmi policromi, opera di bottega senese del secolo XVIII.
I pennacchi della cupola furono affrescati a partire dagli inizi del Settecento e raffigurano i quattro santi patroni di Siena: Ansano (di Giuseppe Nicola Nasini, 1715), Savino vescovo e Vittore (di Galgano Perpignani), Crescenzio (di Vincenzo Meucci).
Sopra la porta d'accesso alla sacrestia è posizionata la tela, dipinta da Francesco Vanni nel 1595, rappresentante la SS. Trinità, che fu donata alla Madonna di Provenzano dalla Confraternita senese di San Bernardino, prima ancora della costruzione della chiesa. Nella controfacciata e nei due transetti si possono anche ammirare le tele monocrome di Bernardino Mei (Messa di san Gregorio Magno e Storia di Giuda Maccabeo) e Deifebo Burbarini (Sogno di san Giovanni Evangelista e Gedeone e il miracolo del vello). Sempre lungo le pareti della navata centrale sono conservate quattro grandi tele ottocentesche opera dei pittori puristi Luigi Boschi e Giovanni Bruni, raffiguranti episodi della vita della Vergine: la Natività di Maria (del Bruni), la Visitazione (del Boschi), la Presentazione di Gesù al Tempio e l'Incoronazione (ambedue del Bruni). Nei due transetti si possono ammirare anche le moderne tele raffiguranti Santi e Beati legati al territorio della parrocchia: San Bernardo Tolomei e la Beata Savina Petrilli di Francesco Mori, dipinte fra il 2013 e il 2015; sui due pilastri dell'arco trionfale sono collocati invece gli ovali di Giovanni Gasparro, raffiguranti a sinistra la Beata Anna Maria Taigi (2016) e a destra il Beato Pier Pettinaio (2018).
Degna di nota è la decorazione in marmi policromi del pavimento sotto la cupola, raffigurante al centro i blasoni dei Granduchi di Toscana Cosimo III de' Medici e Margherita Luisa d'Orléans, circondati in senso orario da quelli delle città sedi vescovili presenti nel territorio dell'antica Repubblica di Siena: Grosseto, Sovana, Pienza, Montalcino, Massa Marittima e Chiusi.
Ai pilastri del transetto si trovano quattro angeli cerofori in legno dorato, attribuiti a Domenico Arrighetti, detto "il Cavedone", databili ai primi decenni del sec. XVII.
L'altare maggiore è opera di Flaminio Del Turco, ed è stato realizzato nell'arco di ventiquattro anni, tra il 1617 ed il 1631. Esso ospita in alto al centro il busto quattrocentesco in terracotta della Madonna di Provenzano, circondato da una gloria di angeli in argento di Giovan Battista Querci. Sempre in argento, ai piedi del simulacro della Madonna si trovano le statue di Santa Caterina e San Bernardino. Sopra all'altare maggiore, nella parte alta dell'abside, è esposto un preziosissimo drappo di velluto rosso, ricamato a filo oro, riportante le insegne di papa Alessandro VII, morto nel 1667 e ultimo dei papi senesi. A corredo del drappo papale sono esposti ai suoi lati altri due drappi gemelli: a sinistra quello donato da Fabio de' Vecchi vescovo di Montalcino nel 1683, a destra quello donato da Paolo Pecci vescovo di Massa Marittima nel 1690.
Nella sala capitolare, ornata di un complesso ligneo seicentesco e di preziosi arredi, è il Compianto sul Cristo morto di Alessandro Casolani, il Crocifisso originale utilizzato da Brandano nella sua predicazione e due opere contemporanee dell'artista senese Pierluigi Olla: una Madonna di Provenzano in terracotta policroma e un bronzo raffigurante Sant'Antonio di Padova. In sagrestia è invece conservato un affresco trecentesco di ambito senese, raffigurante la cosiddetta Madonna della staffa e proveniente da un'edicola situata nell'omonima via (oggi la parte terminale di Via Sallustio Bandini). Vi sono inoltre tre dipinti seicenteschi di cui quello centrale, rappresentante la Profezia di Brandano è opera di Bernardino Mei. Degna di nota è anche la tela di Antonio di Taddeo Gregori, rappresentante la Processione per la traslazione della Madonna all'interno del santuario  (1611), interessante testimonianza topografica della città di allora.
All'interno della navata sono esposte due bandiere: quella in abside in alto a sinistra venne presa ai Turchi dal cavaliere senese Paolo Amerighi durante la battaglia di Vienna del 1683, quella nella controfacciata, in alto a sinistra dell'ingresso, che riporta lo stemma dei Medici al centro, era il vessillo militare delle truppe granducali issato sulla Fortezza medicea e portato come segno di devozione alla Madonna dopo la smilitarizzazione della città al tempo del granduca Pietro Leopoldo.

## Palio di Siena
Dal 1656, con la sola interruzione delle due guerre mondiali e dei due anni di emergenza pandemica (2020 e 2021), ogni anno il 2 luglio, anticamente festa della Visitazione della Beata Vergine Maria a S. Elisabetta, viene corso il Palio in onore alla Madonna di Provenzano. Nel drappellone, la preziosa stoffa dipinta su commissione del Comune di Siena e data in premio alla Contrada vincitrice, viene sempre raffigurata l'effigie della Madonna di Provenzano, nonostante che il tema del Palio possa essere tra i più vari.
Secondo quanto stabilisce il Regolamento del Palio di Siena, «Il drappellone è solennemente trasportato, per il Palio del 2 luglio nella chiesa di Santa Maria in Provenzano [...] e vi rimane esposto fino a quando deve venire issato sul Carroccio, per il Corteo Storico». Ciò significa che nel pomeriggio del 1º luglio, prima della prova generale e alla vigilia della festa, le Autorità cittadine e le Contrade vengono a rendere omaggio alla Madonna di Provenzano, portando in corteo il drappellone. Dopo il saluto e la benedizione alla Città, viene intonato l'antico inno del Maria mater gratiae e il drappellone viene issato su un pilastro destro della cupola, dove viene conservato fino alla tarda mattina del 2 luglio, dopo la S. Messa solenne nel giorno della festa, per essere riportato in Palazzo Pubblico ed esposto sul Carroccio durante il Corteo storico.
Al termine della carriera del Palio, la sera del 2 luglio, i contradaioli vittoriosi si recano presso la Collegiata, portando il drappellone in segno di ringraziamento alla Madonna, e intonano l'inno Maria mater gratiae, popolarmente chiamato Te Deum.